# Esin
Esin is een Turks woord, een voornaam en een achternaam. In het Afrikaans is het een algemeen woord.

## Betekenissen
Esin betekent in het Turks "inspiratie, bezieling" of "ochtendbriesje". De stam van het woord "es-" betekent "blazen" of "in iemands geest komen". De oudste literaire bron van het woord is de Dīwān Lughāt al-Turk (1070).
Ẹsin in Yoruba (onder meer gesproken in Benin en Nigeria) betekent "religie".

## Personen
Personen met de voornaam Esin zijn onder anderen:
- Esin Afşar (1936–2011), Turkse zangeres en podiumkunstenaar
- Esin Atıl (1937–2020), Turks-Amerikaanse curator
- Esin Engin (1945–1997), Turkse muzikant, componist, arrangeur en filmacteur
- Esin Sağdıç (1988), Turkse handballer
- Esin Turan (1970), Oostenrijks-Turkse schilder en beeldhouwer
- Esin Yilmaz (1991), Turks wielrenster
- Esin Varan, Amerikaans actrice van Turkse origine

Personen met de achternaam Esin zijn onder anderen:
- Seyfullah Esin (1902–1982), Turks diplomaat